# イリスのアトリエ グランファンタズム
『イリスのアトリエ グランファンタズム』は、2006年6月29日にガストより発売されたPlayStation 2用ソフト。通常版のほか、ミニアルバムや収納ケースなどが付属した初回限定版が存在するが、そちらはガストショップのみの限定発売であり、一般には流通していない。
錬金術でアイテムを調合するのが特徴のRPG「アトリエシリーズ」の8作目であり、A8の通し番号を振られている（外伝的作品を除く）。同じく「イリスのアトリエ」を冠する『イリスのアトリエ エターナルマナ』（A6）、『イリスのアトリエ エターナルマナ2』（A7）と合わせ「イリスシリーズ」と呼ばれているが、前2作とストーリー上の繋がりはない。

## ストーリー
湖上都市ゼー･メルーズにおいて、異世界の探索等を行う「ミストルース」として活動するエッジとイリス。ある時、昔からイリスが持っていた本が「いかなる願いも叶える事が出来る」と言われている伝説の魔道書「エルスクーラリオ」であることがわかる。2人は願いを叶える為に必要な8つの宝玉を集めることにする。

## システム

### クエストとミッション
クエスト
ゼー･メルーズ及び異世界の住人達からミストルースギルドに依頼されるもの。内容は異世界に関する事から日々の雑用的なものまで様々である。
主人公達はミストルースとして、ギルドから発行されるクエストを引き受け、それを達成する事になる。ただし、クエストにはそれぞれランクが付けられており、自分達のランクよりも高いクエストは引き受けられないようになっている。クエストを達成すると、ギルドポイントやお金、アイテム、レシピが得られる。得られたギルドポイントが一定に達するとミストルースとしてのランクがアップする。
クエストは大きく以下の3種類に分類される。
- 調達クエスト…目的のアイテムを採取・調合して依頼人に渡す。
- 討伐クエスト…ボスモンスターを倒す、特定のザコ敵を一定数倒す、等がある。
- ギルド依頼…達成するとギルドポイントが得られる。目的はアイテム調達やモンスター討伐の他に護衛や情報収集、子猫の里親探し等様々である。

ミッション
エルスクーラリオをめぐるメインストーリー。ミストルースとしてのランクがアップすると同時に開始される。ミッションの最中は引き受けたクエストが一時的に全て凍結されるが、ミッション終了後に再開される。

### 戦闘
本作品で戦闘に参加するキャラクターはイリス、エッジ、ネルの3人に固定されている。そのうちエッジとネルは、「ブレイズ」の選択によって戦闘タイプを変更することができる。ブレイズは、モンスターに乗っ取られているマナを解放することで使用可能になる。ブレイズを変更すると、ステータスが大きく変動するほか、使用可能な武器およびスキルまで変わる。そのためブレイズの選択によって戦闘の難易度が大きく変化することもある。イリスはブレイズをもたないが、解放したマナそのものを召喚することができる。
エッジのブレイズ
- ノーマル：ブレイズを選択していない状態。武器は機械剣。
- プルーア：スピードタイプ。武器はクナイ。
- ジフトス：打撃タイプ。武器はハルバード。
- ファナトス：特殊タイプ。武器は魔石。
- ラプラス：魔法タイプ。武器は呪文書。

ネルのブレイズ
- ノーマル：ブレイズを選択していない状態。武器はレイピア。
- ニンフ：魔法タイプ。武器は杖。
- サイレン：魔法タイプ。武器はベル。
- ディエメア：打撃タイプ。武器はランス。
- ファウスタス：特殊タイプ。武器は人形。

アクティブコストカードバトル
素早さに応じてキャラクターの行動順序が決定される、前作のアクティブコストタイムバトルを発展させたもの。カードによって攻撃順が明確に示されるようになった。
バーに配置されたキャラクターの行動順序を示すカードが左から右へ移動し、右端に到達したキャラクターに手番が訪れ、行動が終わると左側に戻されて再配置されるのは前作と同じ。ただし本作では前作とは異なり、全体が同じ速度で左から右へと移動するようになっている。素早いキャラクターであるほど、またコストの少ない行動であるほど、再配置される際の戻りが少ない。
バーストゲージとバーストモード
主人公側のパーティは「バーストゲージ」と呼称されるゲージをパーティ全員で共有し、このゲージは敵キャラクターに攻撃を与えることによって溜まっていく。ゲージが一杯になるとパーティ全員で共有するスキルゲージが完全回復すると共に、一定期間敵に与えるダメージが非常に大きくなる「バーストモード」に突入する。バーストモードを使用すると戦闘終了後の戦闘経験値なども増加する。

### 調合
前2作までに存在した「マナ調合」が無くなり、調合システムは初期のアトリエシリーズの調合システムと同じ形式になった。
武器・防具については、材料固有の特性を自由に選んで継承させる事が出来る（武器は2つ、防具は1つ）。ただし、前作までのように同じ特性を重ねてもそれが強化される事は無くなった（例：「攻撃＋小」をもつ材料と「攻撃＋中」をもつ材料を使用して武器を作っても、「攻撃＋大」とはならない）。
レシピの入手方法として、宝箱から入手、クエストの報酬として入手する他に、「錬金術レベルアップ時にイリスがアイディアを閃く」というものが加わった。アイテム「地球儀」を例として説明すると、
- まずレベルアップ時に「？くるくる回るもの」というアイディアを思いつく（この時点ではまだ調合は出来ない）。
- その後、とある場所で「地球儀」を見つけると簡単な会話イベントが起こる。
- イベント終了後、「地球儀」が正式なレシピとして追加され、調合できるようになる。

早い段階でアイディアを閃くものの、実際に調合できるようになるまでにかなりの時間がかかる、という物もある。

## 世界
本作品の舞台は、アーベンヴァルト世界バルヴィトス地方にある湖上都市「ゼー・メルーズ」と、様々な獣人が住んでいる5つの「異世界」である。

### 異世界
異世界には「異世界の門」を通って行く事が出来るが、一定時間が経つと謎の霧に包まれて元の世界に戻されてしまう。
古の森バルテッサ
最初に発見された異世界。ミストルースの様々な試験が行われる場所。
古城世界グリモア
空に浮かぶ一連の城からなる世界。内部には図書館や巨大な時計塔がある。
ポスポリア合戦場
フェアリ族とベアル族が常に戦争をしている世界。あちこちに大砲が置いてある。中心部の中立地帯には温泉がある。
ダカスクス水晶谷
神を封印した際の影響で水晶だらけになったと伝えられている世界。緑豊かだった頃の名残か、オアシスがある。
イシュタル大庭園
独自の時間に支配された世界。至る所に剣が刺さっている。

### 獣人
獣人の大半は異世界にあるそれぞれの集落に住んでいる。一部の獣人はゼー･メルーズのはずれにある「獣人街」に住んでいるが、人間と関わる機会が少ない。そのために誤解が生じる事もしばしば。
ギーズ族
古城世界の裏庭に住む、いたずら好きな種族。会話の際、語尾に「ギー」を付けて話すのが特徴。鳥類を祖先だと思っているらしく、羽のような衣装を身に纏っている。
フェアリ族
ポスポリア合戦場でベアル族と争いを続けている。見た目は妖精そっくりで子供のようで可愛いが、人間よりも遥かに長い年月を生きるためオヤジ臭い話をする者もあり、見た目と会話との落差で人間との誤解が生じがち。一部のフェアリ族はゼー･メルーズで渡し舟タクシーをしている。
ベアル族
ポスポリア合戦場でフェアリ族と争いを続けている。会話の際、語尾に「だな」を付けて話すのが特徴。熊のような着ぐるみ（実は戦闘服）を身に纏っている。大半が肉を好むが、中には野菜好きな者もいる。
ペギー族
ダカスクス水晶谷に住む、ペンギンのような姿の獣人。会話の際、語尾に「ペン」を付けて話し、話せないペンギンとは違うとの誇りを持っている。獣人の中では最も個性の差が大きい。
ワンシル族
イシュタル大庭園に住む犬のような外見の獣人。ネコが大の苦手。各地に商人や連絡係を派遣している。

## 登場人物
エッジ・ヴァンハイト (Edge Vanhite)
声 - 佐々木望
本作の主人公。19歳。ミストルースの一員。幼い頃に身寄りをなくして以来、イリスの家に世話になっている。朴念仁だが、根は優しい。
イリス・フォルトナー (Iris Fortner)
声 - 松来未祐
本作のヒロイン。16歳。ミストルースの一員。黒いツインテールが特徴的で、へそや肩を露出した白い服を着用しているこの世界では珍しい錬金術士の家系に育つ。“どんな願いも叶う”魔道書「エルスクーラリオ」を追い求めていくうち、次第に過酷な運命へと足を踏み入れていく。
ネル・エルエス (Nel Eles)
声 - 柳瀬なつみ
15歳。貴族の家系に生まれたが家が没落し、家を再興するために姉のユラと共にゼー・メルーズへとやってきた。とある出来事がきっかけで姉と仲違いを起こし、その後イリス達と共に行動するようになる。明るく騒がしい性格。
ユラ・エルエス (Yula Eles)
声 - 西川葉月
妹のネルと共にゼー・メルーズへやってきた。とある出来事がきっかけで妹と仲違いを起こし、別々に行動するようになる。
ユアン・クライネス (Ewan Kleines)
声 - 加藤木賢志
書物保管庫にいる学者。主に錬金術の研究を専門に行っている。女好きでフェミニストな性格。
アッシュ・フォン・アーベンスタイン (Ash F Abenstein)
声 - 松林大樹
数人しかいない最高ランクのミストルース。常に単独で行動している。「エルスクーラリオ」について何かを知っている。
ノエイラ・マーテル (Noayla Mater)
声 - 倖月美和
かつてはミストルースとして活躍し、現在はギルド長を務める女性。微妙な年頃らしい。
アナストラ・セルヴァティカ (Anastra Selvatica)
声 - 上田純子
ミストルースギルドの受付嬢。フェニルとは仲が良い。内向的な性格で、トラブルが起こるとすぐに慌ててしまう。
フェニル・ニート (Phenyl Neet)
声 - 成田紗矢香
12歳でミストルースギルドの受付嬢になった才女。有能だが辛辣家。背が低いことがコンプレックスであり、そのことに触れられると激怒する。
バージゼル・クローネ (Bersizel Krone)
声 - 柿原徹也
ミストルースの一員。とあるイベントでエッジとイリスに勝負を挑み敗れ、それ以降幾度も勝負を挑んでくる。自分の力量に過信している。
クロウリー (Crowley)
声 - 河本邦弘
裏で何かを企む謎の男性。元々はミストルースの一員だったらしい。
クルメーナ・ネジュ (Culmena Neige)
町の慰霊碑の前に佇む少女。少し前まではミストルースとして活動していたらしい。
マーナ・マーテル (Marna Mater)
声 - 倖月美和
町の食料品店で働くお菓子作りが好きな少女。実は良家の令嬢で、ギルド長のノエイラは姉である。
エア・フルクハーフェン (Er Flughafen)
声 - 成田紗矢香
町の本屋で働く少女。本人は本があまり好きではない。無愛想である事が多いが、大好きなお菓子を食べている時には笑顔になる。イリスとは幼い頃からの親友。
ヨー・ヤッケ (Yho Jacke)
道具屋の青年。奇品珍品の収集にも力を入れている。
ハゲル・ボールドネス (Haggel Baldness)
声 - 河本邦弘
シリーズお馴染みの武器屋の親父。鍛冶職人としての技術も一流。頭髪が薄いのが悩み。
エバ・エルパティカ (Eva Erupatyka)
声 - 成田紗矢香
酒場の店主。おっとりした人柄で人望も厚い。ギルド長のノエイラとは同い年。
ウィナー・ヴァンクール (Winner Vainqueur)
書物保管庫にいる学者。最初は典型的な頭の固い人間だが、とあるイベントを境に変わっていく。
フュナン・ピュール (Funan Viewl)
釣りと詩を愛する男。いつも湖畔で釣りをしているが、その技術はイマイチである。
ルフィーナ (Rufina)
古の森にいる羽根が生えた少女。登場時には記憶喪失であり、なぜかエッジにしか見えない。
パメラ・イービス (Pamela Ibis)
シリーズお馴染みの幽霊。今作では古城世界の図書館司書をやっている。人間・獣人双方に人気がある。
レプレ (Lepre)
ポスポリア合戦場にいる歌が大好きな少女。獣人の中でも希少な種族であるうえ、彼女の歌声がモンスターをも呼び寄せてしまうため、他の獣人たちからあまり良く思われていない。
ケレベル (Keleber)
獣人街に住むペギー族の青年。人間と獣人の仲を取り持つべく日々努力している。物事を悪い方悪い方に考える癖がある。
プッコ (Pukko)
獣人街に住むフェアリ族。思い込みが激しい。ギルドの受付嬢であるフェニルに恋心を抱き何度もアタックする。

## テーマソング
オープニングテーマ「schwarzweiß 〜霧の向こうに繋がる世界〜」
作詞・作曲・編曲：Revo / 歌：霜月はるか
挿入歌「Flowers In The Rain」
作詞：青木香苗 / 作曲・編曲：阿知波大輔 / 歌：片霧烈火
エンディングテーマ

「Lorelei」
作詞：青木香苗 / 作曲・編曲：阿知波大輔 / 歌：みとせのりこ
「大切なことば」
作詞・作曲・編曲：中河健 / 歌：石橋優子

## 評価
『週刊ファミ通』のクロスレビューでは合計32点 (8,8,8,8 / 40) を獲得し、32 - 34点のソフトが対象となるゴールド殿堂入りとなった。

## 関連書籍
イリスのアトリエ グランファンタズム 公式ビジュアルガイドブック
ゲーム序盤の攻略記事および各種の設定資料を掲載。ソフトバンククリエイティブ刊。ISBN 4-7973-3642-0
イリスのアトリエ グランファンタズム 公式パーフェクトガイド
ファミ通編集部による攻略本。エンターブレイン刊。ISBN 4-7577-2926-X